# پیمان (فیلم ۱۹۹۶)
پیمان (انگلیسی: La Promesse) فیلمی فرانسوی در ژانر درام به کارگردانی برادران داردن است که در سال ۱۹۹۶ منتشر شد. از بازیگران آن می‌توان به ژرمی رنیر و الیویه گورمه اشاره کرد.